# Santa Maria Madalena
Santa Maria Madalena è un comune del Brasile nello Stato di Rio de Janeiro, parte della mesoregione del Centro Fluminense e della microregione di Santa Maria Madalena.